# Kris Rogiers
Kris Rogiers (Asse, 1 januari 1951 – Aalst, 22 juni 2001) was een Vlaamsgezinde intellectueel. Hij was een van de bedenkers van de Derde Industriële Revolutie in Vlaanderen (DIRV-actie) en het concept van Vlaamse verankering. Hoewel hij weinig bekend is bij het grote publiek wordt hij in Vlaams-nationalistische ondernemerskringen als een belangrijke en visionaire intellectueel beschouwd.

## Biografie
Kris Rogiers werd geboren in een Vlaams-nationalistische familie van zelfstandigen uit Asse. Rogiers huwde met de dochter van Paul De Keersmaeker, een Vlaamse ondernemer in de brouwerijsector. Kris Rogiers studeerde aan de Vlerick School voor Management (nu Vlerick Leuven Gent Management School) en kreeg daar les van de stichter zelf, André Vlerick.

### DIRV en Flanders Technology
Tijdens de jaren 1970 werd er veel geschreven over de nieuwe technologieën en de uitdagingen die dit stelde aan de Europese economieën (bijvoorbeeld Alvin Toffler's "Future Shock" en Jean-Jacques Servan-Schreiber's "Le défi américain"). Onder invloed van deze literatuur begonnen een aantal mensen bij de Vlaamse werkgeversorganisatie VEV na te denken over de synergieën tussen onderwijs, productie en ondernemerschap. Rogiers, die toen bij het VEV werkte, werd gevraagd om een rapport te schrijven over nieuwe technologieën en de mogelijkheid van een derde industriële revolutie in Vlaanderen. Het is in dit rapport, dat in 1978 of 1979 beëindigd werd, dat de DIRV-actie ontwikkeld werd. Toen de eerste Vlaamse Executieve (regering), geleid door Gaston Geens, in 1980 aan de macht kwam, werd eerste minister Geens benaderd door VEV-voorzitter René De Feyter. De Feyter raadde Geens aan het rapport van Rogiers te lezen. Geens was direct gewonnen voor het idee van een DIRV-actie. Kris Rogiers werd bij het kabinet van Geens gedetacheerd en hielp daar om de DIRV-actie van de Vlaamse Executieve te lanceren. Uit deze DIRV-actie ontstond de term Flanders Technology en de bijhorende vak-beurs.

### Vlaamse verankering
Eind jaren 1980 kwam Rogiers op de proppen met de term 'Vlaamse verankering'. Met deze term refereerde Rogiers aan het gebrek aan Vlaamse economische beslissingsmacht. De overname van grote Belgische bedrijven door Franse bedrijven (bijvoorbeeld van de Belgische holding Generale Maatschappij door Suez) leidde volgens Rogiers tot een versterkte greep van de Franse politiek-economische elites op de Vlaamse economie. Met het concept 'Vlaamse verankering' hoopte hij daar een debat over op gang te brengen en Vlaamse ondernemers en financiers aan te zetten om bedrijven in Vlaanderen te verankeren en zo de Vlaamse economische beslissingsmacht te vergroten. Zijn oproep vond gehoor bij Vlaams minister-president Luc Van den Brande, die – met weinig tastbaar resultaat – een Vlaams verankeringsbeleid op poten zette.
Rogiers schreef ook mee aan het project 'Vlaanderen Europa 2002', een poging van de regering Van den Brande om inhoud te geven aan de verworven Vlaamse politieke autonomie.